# Andalusite
L'andalusite è un minerale, silicato di alluminio strutturalmente appartenente ai nesosilicati, che cristallizza nel sistema rombico, di colore rossiccio-grigiastro e lucentezza vitrea. Le andalusiti trasparenti si usano come gemme e presentano notevole pleocroismo (precisamente tricroismo), i cristalli prismatici appaiono verdi o bruni giallognoli alla base, rossi brunicci se guardati attraverso le facce del prisma.

## Abito cristallino
Tipicamente forma prismi grossolani squadrati terminati da [001].

## Origine e giacitura
È il polimorfo di media pressione e basse temperature dei silicati di alluminio. Generalmente si rinviene in rocce alluminose originatesi per metamorfismo regionale oppure di contatto, ad esempio micascisti. Giacimenti di andalusite sono presenti in numerosi paesi del mondo, tra cui: Australia, Brasile, Canada, Russia, Spagna (andalusite deriva appunto dal nome dell'Andalusia, regione spagnola dove la pietra fu rinvenuta per la prima volta), Sri Lanka, Birmania, Madagascar e USA (California e Colorado).

## Forma in cui si presenta in natura
Esiste anche in una varietà di aspetto più opaco e di minore durezza (5,0 - 5,5 della scala Mohs) che è detta chiastolite che presenta delle inclusioni carboniose disposte a croce che spiccano sulla superficie lucidata.
Altri cristalli bruni trasparenti, si presentano al taglio come gemme.

## Trattamento e lavorazione
L'andalusite con qualità gemmologica è molto rara, per tanto solo una piccola quantità del minerale estratto viene destinato al mercato del gioiello. La maggior parte degli esemplari contiene inclusioni, spesso anche caratteristiche come gli aghi di rutilo. Come pietra preziosa viene di solito sfaccettata e per lo più tagliata a brillante. È molto raro trovare un'andalusite con taglio a cabochon. Non è quasi mai sottoposta a trattamenti che ne esaltino la limpidezza (riscaldamento, irradiazione, ecc.). Decisamente molto bella ma senza dubbio fra le gemme meno conosciute, l'andalusite viene orientata dal tagliatore in modo da mettere il più possibile in evidenza il suo piacevole mosaico di colori, dal marrone aranciato, al verde, all'oro e al giallino.

## Proprietà chimico fisiche
- Peso specifico: 162,05 gm[3]
- Indici di rifrazione[1]:
  - α: 1,629-1,641
  - β: 1,634-1,644
  - γ: 1,638-1,650
- Pleocroismo: debole[4]; Verde oliva/rosa carne/rosso bruno[5]
  - x: rosa, rosso chiaro o giallo[3], rosa rossastro[4]
  - y: incolore, giallo pallido o verde[3]
  - y:z: giallo verdastro[4]
- Dispersione: debole=0,016[5], {\displaystyle r<v} forte[4]
- Indice di fermioni: 0,0083309363[3]
- Indice di bosoni: 0,9916690637[3]
- Fotoelettricità: 1,64 Barn/elettrone[3]
- Birifrangenza: 0,09[4]
  - Massima birifrangenza: δ = 0,009 - 0,010[4]